# Medalla per l'Alliberament de Kuwait (Kuwait)
La Medalla per l'Alliberament de Kuwait (àrab: وسام التحرير, transliterat Wisam Al-Tahrir, "Medalla de l'Alliberament") és una medalla commemorativa lliurada pel govern kuwaitià pel servei durant la campanya d'Alliberament.

## Descripció
La Medalla va ser aprovada pel Consell de Ministres kuwaitià per ser atorgada en 5 classes, generalment d'acord amb el rang del receptor. La medalla va ser atorgada pel Cap d'Estat Major de les Forces Armades Kuwaitianes el 16 de juliol de 1994.
Una nació de navegants i de constructors de vaixells, Kuwait escollí com a escut d'armes el dhow tradicional. La falconeria és l'esport dels reis del Golf Pèrsic, i el falcó als escuts es veu com un símbol del progrés kuwaitià. El simbolisme oficial dels colors del galó és el negre com a símbol dels camps de batalla, el blanc per les proeses, el verd pels prats i el vermell per la sang dels enemics de Kuwait.

## Recepció de la Medalla

### Austràlia
El govern australià decretà que el personal australià podia acceptar les seves medalles, però no se'ls permeté lluir-la a l'uniforme.

### Canadà
El govern canadenc decretà que el personal canadenc podia acceptar les seves medalles, però no se'ls permeté lluir-la a l'uniforme.

### Regne Unit
El govern britànic decretà que el personal britànic podia acceptar les seves medalles, però lluir la medalla o el galó sobre l'uniforme està estrictament prohibit.

### Estats Units
Els Estats Units només acceptaren la cinquena classe per al seu personal.
El criteri per a la seva concessió era atorgar-la als membres de la Coalició Militar que van servir en suport de les operacions Escut del Desert o Tempesta del Desert o en una de les àrees següents entre el 2 d'agost de 1990 i el 31 d'agost de 1993: el golf Pèrsic, el mar Roig, el golf d'Oman, el golf d'Aden, la part del mar d'Aràbia compresa al nord paral·lel 10 nord de latitud i a l'oest del meridià 68 est de longitud, així com a les zones terrestres d'Iraq, Kuwait, Aràbia Saudita, Oman, Bahrain, Qatar i els Emirats Àrabs Units. Per a ser elegible, un membre del servei havia d'haver estat:
1. servint durant un o més dies en una organització participant en una operació militar terrestre o marítima,
2. servint durant un o més dies a bord d'un vaixell actuant directament en suport de les operacions militars,
3. participant com a membre de la tripulació en un o més vols en suport de les operacions militars sobre les àrees anteriorment mencionades,
4. servint durant 30 dies consecutius o 60 alterns. Aquestes limitacions temporals són pels membres participants en suport de les operacions militars.

El govern de Kuwait oferí la Medalla de l'Alliberament de Kuwait als membres de les Forces Armades dels Estats Units mitjançant carta del 16 de juliol de 1994. la medalla va ser acceptada pel Secretari de Defensa William J. Perry mitjançant memorandum del 16 de març de 1995.
La versió kuwaitiana de la Medalla de l'Alliberament de Kuwait se situa per darrere de la versió saudita de la medalla.

## Disseny

### Cinquena classe
- Medalla: una medalla de bronze amb esmalt, de 40mm de diàmetre suspesa d'una barra. A l'anvers apareix l'escut d'armes de Kuwait. A la part superior de la medalla apareix la inscripció "Medalla de l'Alliberament 1991" en caràcters aràbics. Al revers apareix el mapa de Kuwait en un fons gravat.
- Galó El galó de la medalla consisteix en el disseny de la bandera de Kuwait: 3 barres iguals de 11,5mm d'ample en vermell, blanc i verd. Al capdamunt hi ha un trapezi en negre.

### Tercera classe
El mateix disseny que la 5a classe, però la medalla és en plata.